# 国家自行车网络

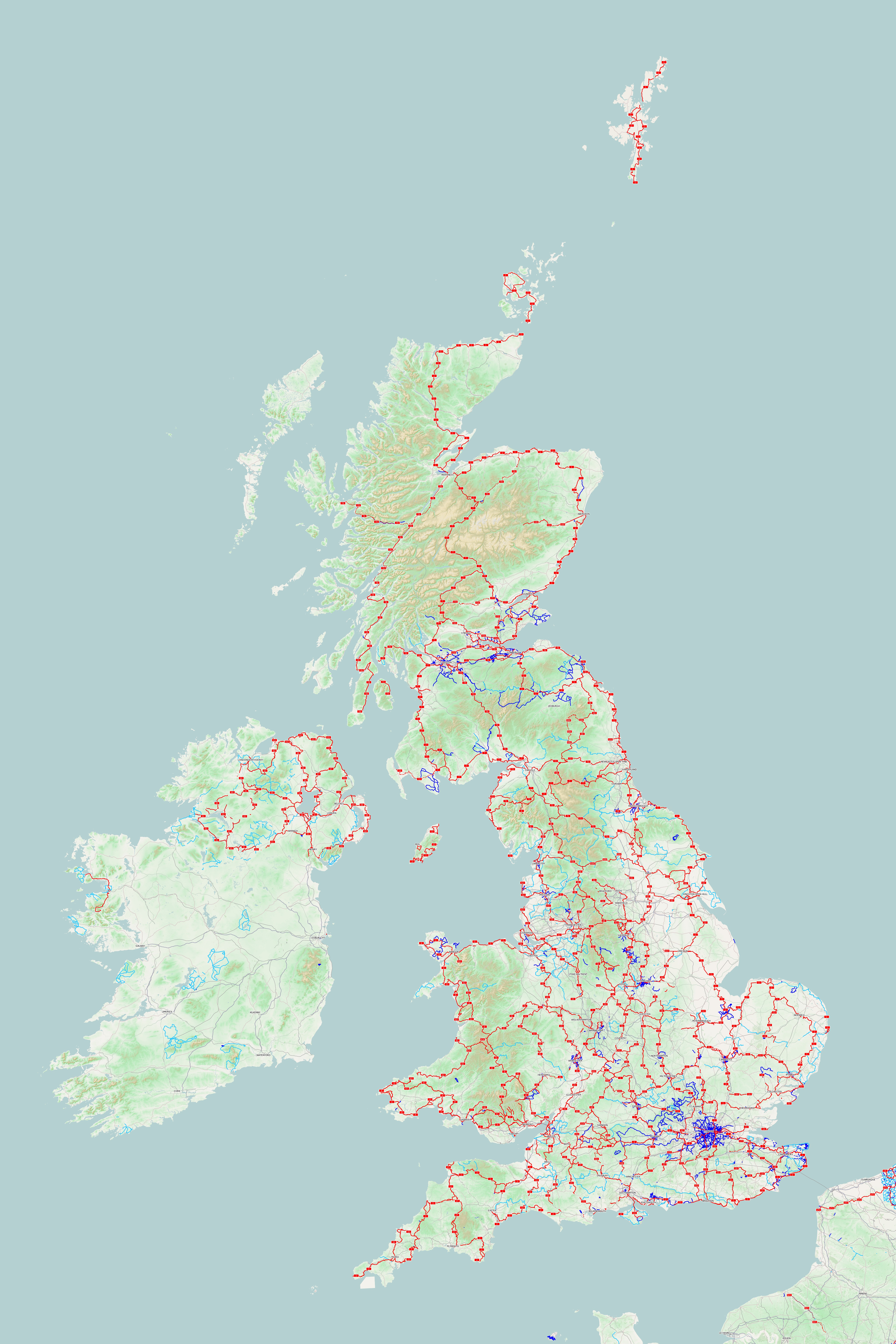
OpenStreetMap上的国家自行车网络

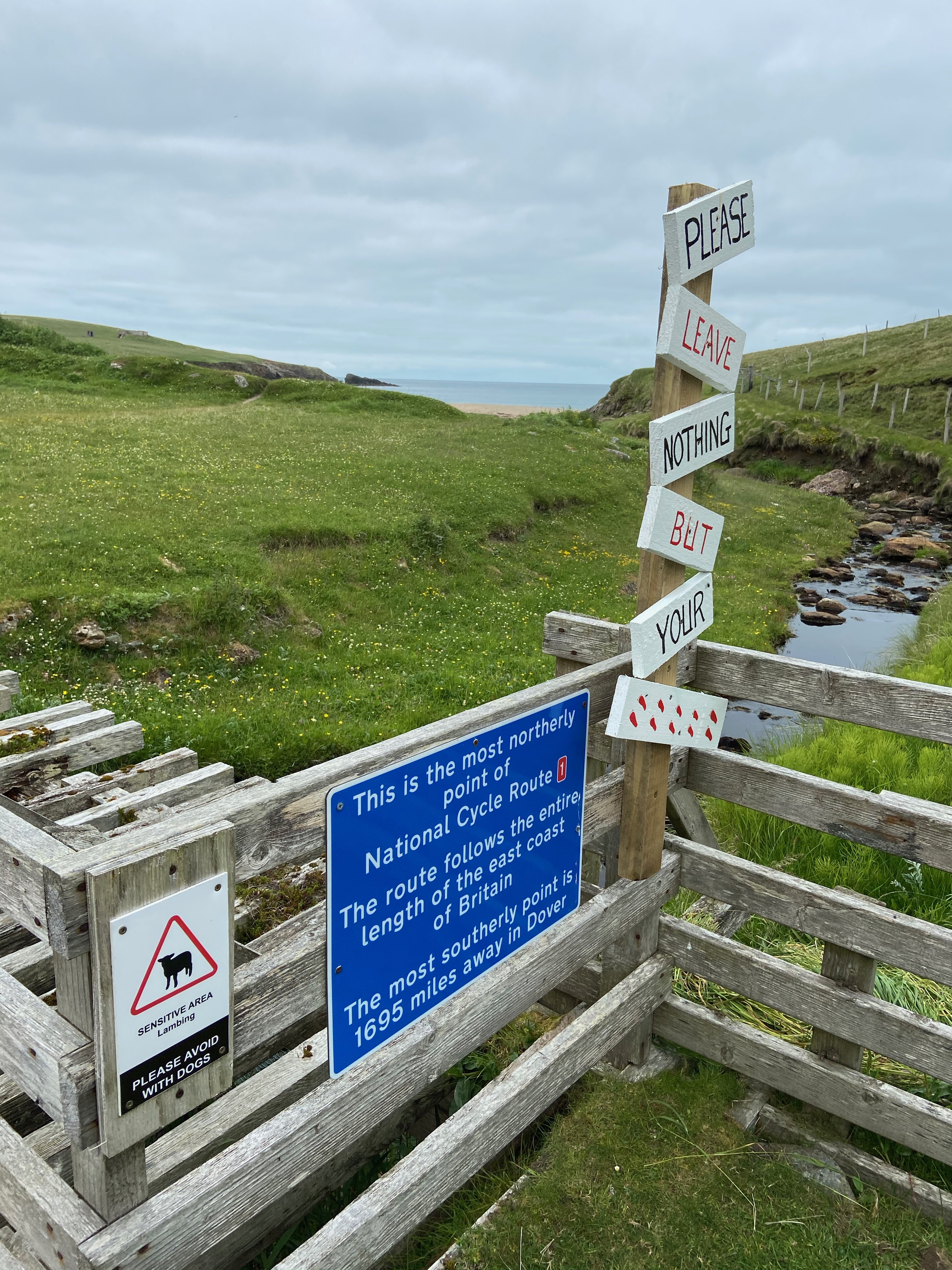
哈罗兹威克国家自行车网络一号路线的北部终点

国家自行车网络（National Cycle Network，缩写：NCN）是英国遍布全国的一个国家自行车网络系统，利用了废弃铁路、运河牵道等设施。它由英国的慈善组织Sustrans修造，国家彩票赞助了425万镑。截止2020年，该网络的路线总长已达到12,739英里（20,501）。1984年建成的，长约14英里（23）的布里斯托尔和巴斯铁路车道（Bristol and Bath Railway Path，今National Route 4）是第一条国家自行车网络路线。

## 扩展阅读
- Sustrans, 2002. The Official Guide To The National Cycle Network, 2nd ed. Italy: Canile & Turin. ISBN 1-901389-35-9.